# Coffea bridsoniae
Coffea bridsoniae là một loài thực vật có hoa trong họ Thiến thảo. Loài này được A.P.Davis & Mvungi mô tả khoa học đầu tiên năm 2004.